# Reactor SLOWPOKE

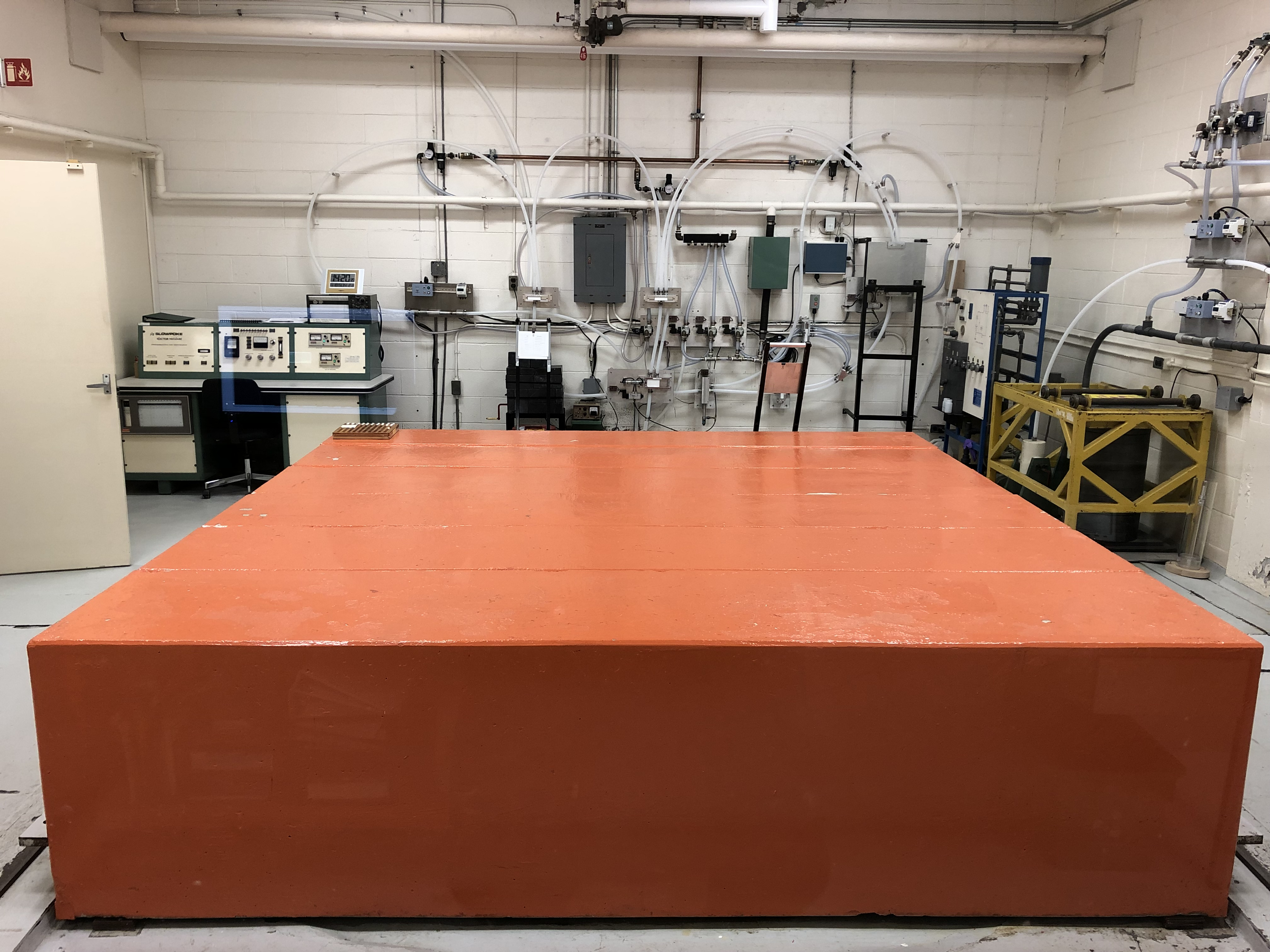
Reactor nuclear Slowpoke

El SLOWPOKE (acrónimo de Safe Low-Power Kritical Experiment) es un reactor de investigación de baja potencia, del tipo pool (estanque), diseñado por Atomic Energy of Canada Limited (AECL) a finales de los años 1960. Es de diseño de berilio con una muy baja masa crítica nuclear pero proporciona flujos de neutrones mayores que los obtenibles de un acelerador de partículas pequeño u otras fuentes de neutrones radioactivos.

## Diseño básico

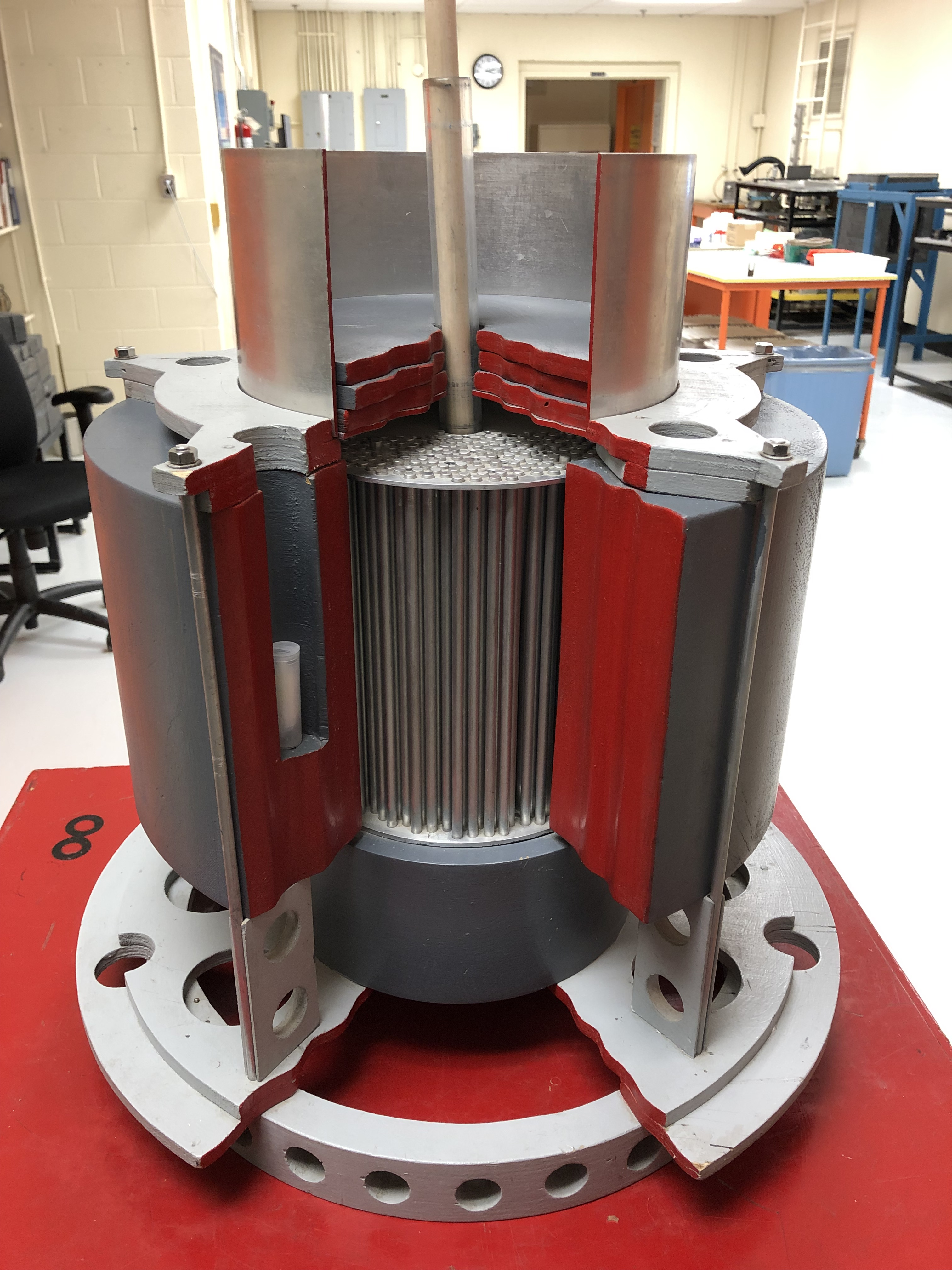
Modelo de un reactor SLOWPOKE

El SLOWPOKE-2 utiliza uranio enriquecido al 93% en la forma de aleación de 28% de uranio-aluminio con cobertura de aluminio. El núcleo es un conjunto de alrededor de 300 varillas de combustible, de sólo 22 cm de diámetro y 23 cm de alto, rodeadas por un anillo fijo de berilio y un fondo constituido por un bloque de berilio. La criticidad se mantiene añadiendo discos de berilio en una bandeja en la parte superior de núcleo. El núcleo del reactor nuclear se asienta en un estanque de agua ligera normal, de 2,5 metros de diámetro por 6 metros de profundidad, que proporciona la refrigeración a través de la convención normal. Además de la refrigeración pasiva, el reactor dispone de un alto grado de seguridad inherente; es decir, puede regularse por sí mismo mediante medios naturales pasivos, tales como el retraso de la reacción en cadena cuando el agua se calienta o forma burbujas. Estas características son tan dominantes, de hecho, que el reactor SLOWPOKE-2 está autorizado para funcionar por la noche sin supervisión (aunque controlado a distancia).
La mayoría de los Slowpokes tiene una potencia nominal de 20 kW, a pesar de que es posible su funcionamiento a mayor potencia durante cortos períodos de tiempo.

## Historia
El reactor de investigación SLOWPOKE fue concebido en 1967 por Whiteshell Laboratories de AECL. En 1970 se diseñó y construyó un prototipo en el río Chalk. Inicialmente estaba destinado a las universidades canadienses, proporcionando un flujo de neutrones más elevado que el disponible mediante pequeños aceleradores comerciales, y evitando, al mismo tiempo, la complejidad y los altos costes de funcionamiento de los reactores nucleares existentes. El prototipo Chalk River alcanzó la criticidad en 1970 y se trasladó a la Universidad de Toronto en 1971. Tenía un emplazamiento de muestra en el reflector de berilio y funcionaba a un nivel de potencia de 5 kW. En 1973 se incrementó la potencia a 20 kW y el período de funcionamiento sin supervisión se incrementó de 4 horas a 18.
El primer modelo comercial arrancó en 1971 en la División de Productos Comerciales de la AECL en Ottawa; y en 1976 se instaló en la Universidad de Toronto un diseño comercial, llamado SLOWPOKE-2, en sustitución de la inicial unidad SLOWPOKE-1. El modelo comercial dispone de cinco emplazamientos de muestras en el reflector de berilio y cinco emplazamientos situados fuera del reflector.
Entre 1976 y 1984 se instalaron siete reactores SLOWPOKE-2 con uranio altamente enriquecido en seis ciudades canadienses y en Kingston, Jamaica. En 1985 el primer reactor SLOWPOKE-2 alimentado con uranio de bajo enriquecimiento fue instalado en el Royal Military College of Canada (RMC) en Kingston, Ontario. Desde entonces varias unidades se han adaptado para ser alimentadas por uranio de bajo enriquecimiento.
AECL también ha diseñado y construido una versión ampliada (2-10 MWt) llamada SLOWPOKE-3 para calefacción del distrito en su Whiteshell Nuclear Research Establishment en Manitoba. Los datos económicos de un sistema de calefacción de distrito basado en la tecnología SLOWPOKE-3 se estimaron que eran competitivos con los de combustible fósil convencional. No obstante, no se materializó el mercado para esta tecnología.
Existe una versión china del Slowpoke, llamada Miniature Neutron Source Reactor (MNSR). Esta versión tiene una potencia nominal de 27 kW con características y prestaciones similares.

## Aplicaciones actuales
Los reactores SLOWPOKE se utilizan principalmente para análisis de activación de neutrones, tanto para investigación como para prestaciones comerciales, pero también para enseñanza, formación, estudios de irradiación, radiografías de neutrones (en el RMC) y la producción de rastreadores radioactivos. Sus principales ventajas son la fiabilidad y la facilidad de uso de este diseño de reactor y la reproducibilidad del flujo de neutrones. Puesto que el combustible no se modifica en absoluto durante al menos 20 años, el espectro de neutrones en los emplazamientos de irradiación no varía y el flujo de neutrones se reproduce alrededor del 1%.
Todavía se encuentran en funcionamiento seis de los reactores iniciales y uno de ellos ha sido realimentado. A pesar de que se alcanzaron todos los objetivos técnicos de este reactor, la falta de ventas al extranjero ha sido decepcionante, ya que el mercado ha sido copado por la versión china.